# Valdengo
Valdengo je italská obec v provincii Biella v oblasti Piemont.
K 31. prosinci 2010 zde žilo 2 518 obyvatel.

## Sousední obce
Candelo, Cerreto Castello, Piatto, Quaregna, Ronco Biellese, Ternengo, Vigliano Biellese